# Karl Tscherning
Karl Heinrich Tscherning (* 6. Januar 1875 in Heilbronn; † 28. Dezember 1952 in Heilbronn-Böckingen) war ein deutscher Architekt und kommunaler Baubeamter, der als Stadtbaurat in Böckingen tätig war.

## Werk
In Tschernings Heimatstadt Böckingen wurden nach seinen Plänen mehrere heute als Kulturdenkmale unter Denkmalschutz stehende Bauwerke errichtet, darunter der neue Böckinger Friedhof (1905) mit der Friedhofskapelle, die Villa Heuchelbergstraße 89 (1905), das Katholische Pfarrhaus (1906) und der expressionistische Böckinger Wasserturm von 1929, der als Wahrzeichen Böckingens gilt.
Im benachbarten Sontheim wurde 1907 nach seinen Plänen die Methodistenkapelle erbaut.